# Drop of INK
「Drop of INK」（ドロップ オブ インク）は、日本のバンド、Pay money To my Painの1枚目のシングルである。2006年12月6日発売。発売元はバップ。

## 概要
- メジャーデビューシングル。
- 紙ジャケット仕様で、CD+DVD形態で発売。
- システム・オブ・ア・ダウン、トゥール、デフトーンズなどを手掛けたSylvia Massy Shivyがプロデュース。製作は全てカリフォルニアWEEDスタジオにて行われた。

## 収録曲

### CD
1. Black sheep(3:14)
作詞：K、作曲・編曲：Pay money To my Pain
2. Against the pill(2:44) 
作詞：K、作曲・編曲：Pay money To my Pain
3. From here to somewhere(3:53) 
作詞：K、作曲・編曲：Pay money To my Pain

### DVD
1. Black sheep（PV）
2. From here to somewhere（PV）
3. E.w.s.N（Extra Movie）
4. Endless Summer（Extra Movie）

## タイアップ
- From here to somewhere：テレビ朝日系「ティッシュ。」エンディングテーマ